# After the Battle
After the Battle (Baad el mawkeaa) è un film del 2012 diretto da Yousry Nasrallah e ambientato durante la Primavera araba.